# Psilosticha absorpta
Espèce
Synonymes
- Tephrosia absorpta Walker, 1860[1]

Psilosticha absorpta est une espèce d'insectes lépidoptères (papillons) de la famille des Geometridae qui vit en Australie.